# Mircești
Mirceşti é uma comuna romena localizada no distrito de Iaşi, na região de Moldávia. A comuna possui uma área de km² e sua população era de 3739 habitantes segundo o censo de 2007.